# Anisothecium palustre
Anisothecium palustre là một loài Rêu trong họ Dicranaceae. Loài này được (Dicks.) I. Hagen mô tả khoa học đầu tiên năm 1915.